# Хайдуров, Виктор Алексеевич
Виктор Алексеевич Хайдуров (1931, п. Каунчи, Янгиюльский район, Узбекская ССР, СССР — 5 ноября 2014, Москва, Россия) — советский хозяйственный, государственный и партийный деятель.

## Биография
Родился в 1931 году в Янгиюле (Ташкентская область, Узбекистан). Член КПСС с 1960 года. Окончил Ташкентский сельскохозяйственный институт.
С 1949 года — на хозяйственной, общественной и политической работе. В 1949-1965 гг. — агроном-хлопковод в Мирзачуле, управляющий отделением, директор совхоза «Баяут». С 1965 года — заведующий отдела Сырдарьинского обкома КПСС по сельскому хозяйству, первый заместитель председателя, председатель Сырдарьинского облисполкома, с 1974 по 1984 год — первый секретарь Сырдарьинского обкома КПСС, с 1984 года председатель Комитета народного контроля Узбекской ССР.
Избирался депутатом Верховного Совета СССР 9-го, 10-го, 11-го созывов.
Умер 3 ноября в 2014 году в Москве.